# Strongylamma baki
Strongylamma baki är en svampdjursart som först beskrevs av van Soest 1984.  Strongylamma baki ingår i släktet Strongylamma och familjen Tedaniidae. Inga underarter finns listade i Catalogue of Life.